# 菲律宾华侨抗日游击支队

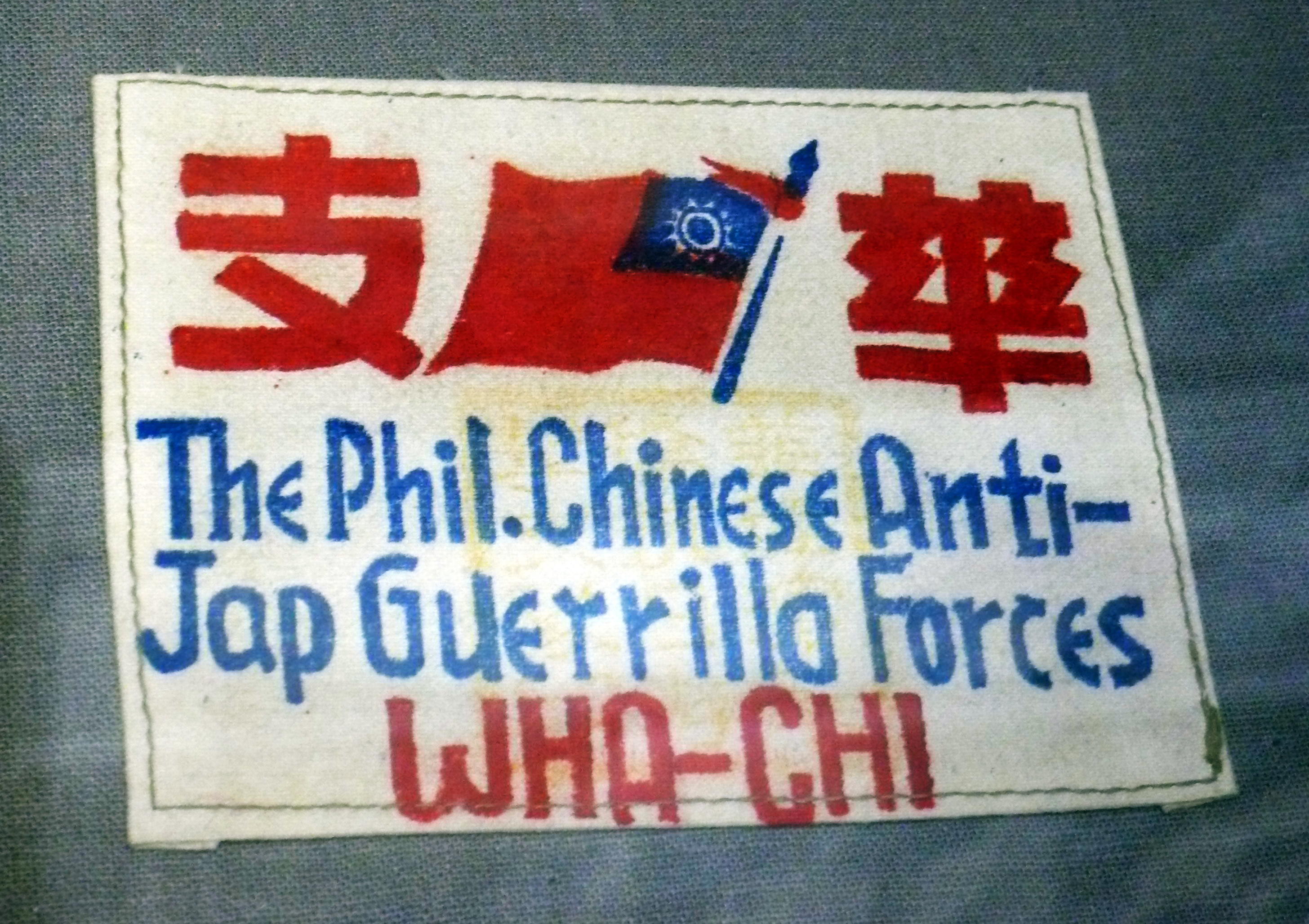
游击队臂章

菲律宾华侨抗日游击支队（英語：Philippine-Chinese Anti-Japanese Guerrilla Forces）是第二次世界大战期间由菲律宾华侨组织的一支抗日武装游击队。

## 历史
1938年前身菲律宾华支各劳工团体联合会成立，1939年组织回国劳军团回到中国参战或慰劳战士。1941年日本发动太平洋战争开始侵略菲律宾，1942年1月2日马尼拉沦陷，在菲华侨成立菲律宾华侨抗日游击队，同年5月19日由李炳祥、李康希、吕水涯等52名在菲华侨成立菲律宾华侨抗日游击支队，后被改编至菲律宾游击队第48支队，最多时有700多人。在三年多的战斗中与菲律宾人共同抵抗日本侵略，参加大小战役260多次，歼敌2,000余人。

## 纪念
2007年由菲律宾华侨支持下在马尼拉华侨义山的菲律宾华侨抗日纪念馆和菲律宾华侨抗日烈士纪念碑建成，祭奠200余名华侨抗日烈士。